# Ulla-Britt Söderlund
Ulla-Britt Söderlund (Växjö, 12 agosto 1943 – Copenaghen, 21 luglio 1985) è stata una costumista svedese.
Nel 1975 vinse l'Oscar ai migliori costumi per Barry Lyndon insieme a Milena Canonero.

## Filmografia parziale
- Fame (Sult), regia di Henning Carlsen (1966)
- Karl e Kristina (Utvandrarna), regia di Jan Troell (1971)
- La nuova terra (Nybyggarna ), regia di Jan Troell (1972)
- Barry Lyndon, regia di Stanley Kubrick (1975)